# Dichocrocis clystalis
Dichocrocis clystalis là một loài bướm đêm trong họ Crambidae.